# Kloster Øm

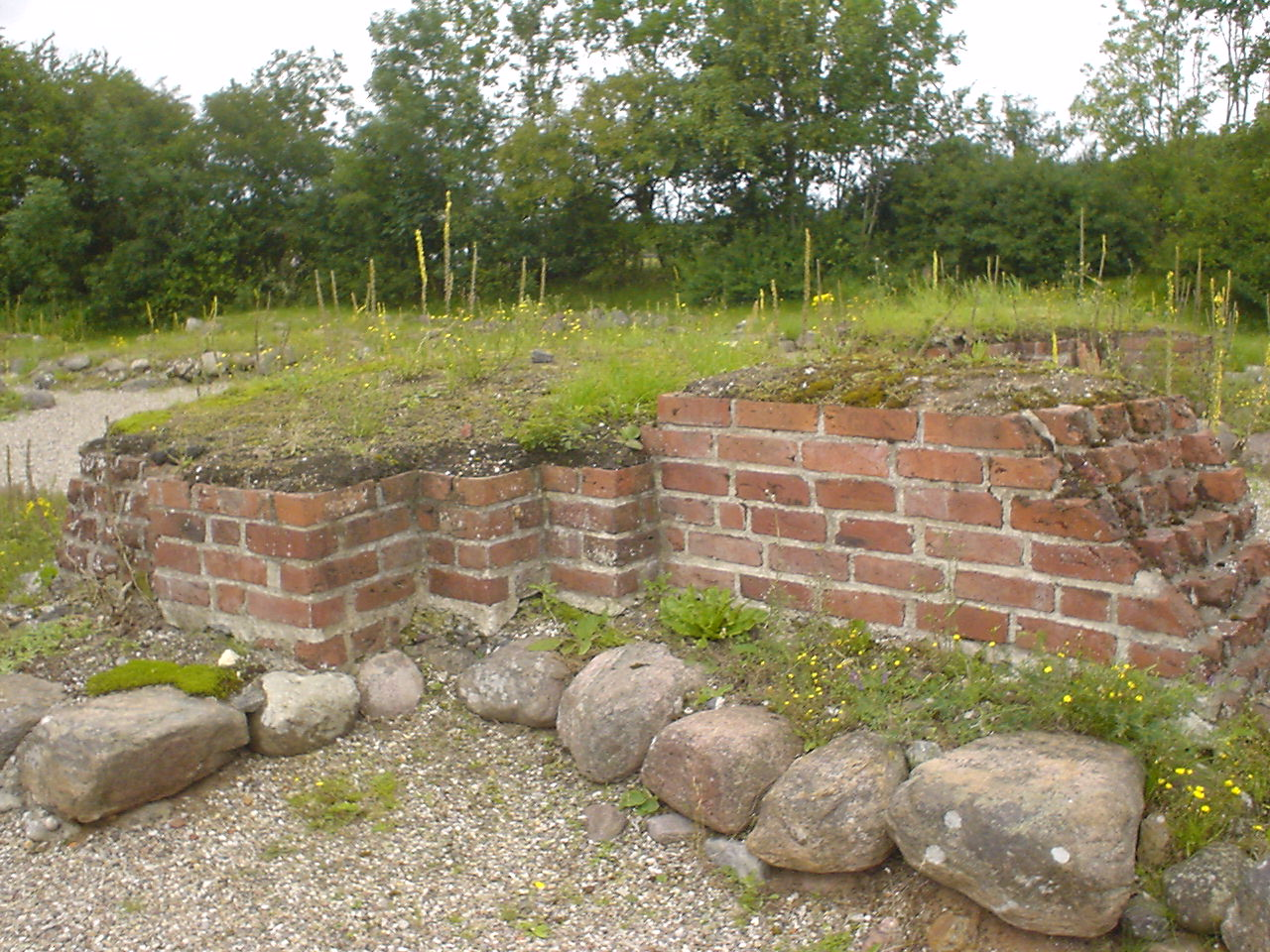
Mauerreste im nördlichen Seitenschiff

Das Kloster Øm (cara insula, kære ø (= liebe Insel)) (dän.: Øm Kloster) war eine Zisterzienserabtei am Mossø, etwa 4 km südöstlich der Ortschaft Gammel Rye in der dänischen Kommune Skanderborg, Region Mitteljütland. Seine Grundmauern sind erhalten und können besichtigt werden.

## Geschichte

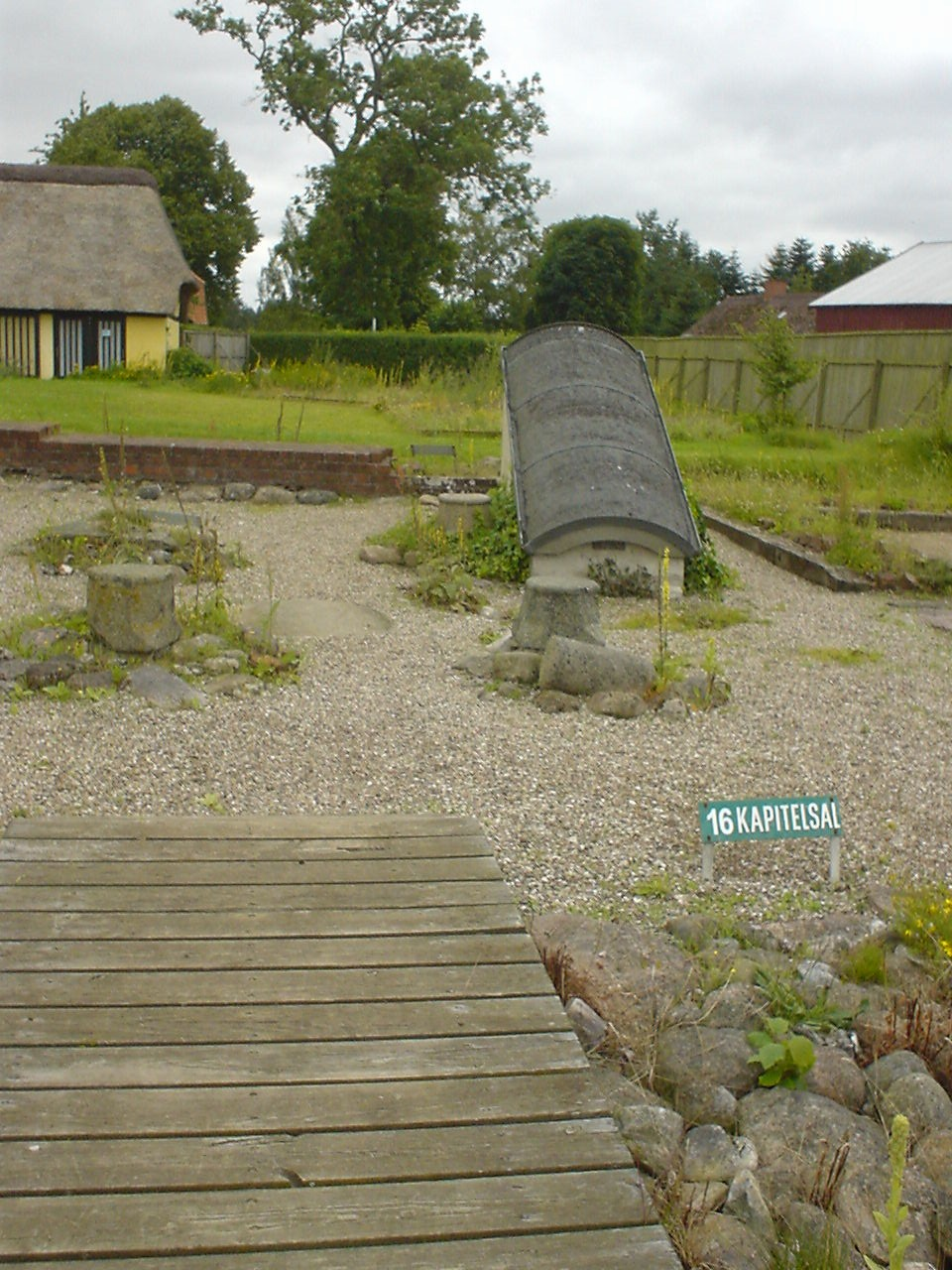
Fundamente des Kapitelsaals

Im Jahr 1164 schenkte Bischof Eskil von Århus dem Abt Henrik von Vitskøl Land für das Kloster in Sabro, das wiederum ein Tochterkloster des Klosters Esrom aus der Filiation von Clairvaux war. Dieser Grundbesitz wurde jedoch nicht für geeignet befunden, weshalb der Bischof Flächen in Sminge zur Verfügung stellte. Schon nach kurzer Zeit zogen die Mönche jedoch weiter zum Kloster von Veng, von dort nach Mossø und dann nach Øm. Das dortige Kloster wurde 1172 vom Kloster Vitskøl aus besiedelt. Im Jahr 1182 erfolgte die Anerkennung durch den Papst. Der Chor der Kirche wurde 1257 geweiht. Es war die 393. mittelalterliche Zisterzienserabtei.
Die Mönche von Øm legten auch den acht Meter breiten Munkekanal mit Schleusenanlagen zwischen Emborg und Boes an. Sein Verlauf ist bis heute im Terrain ablesbar. Das Kloster bestand bis zur Reformation 1536; der letzte Mönch verließ es 1560. Anschließend wurden die Gebäude für kurze Zeit als Jagdschloss König Friedrichs II. („Emborg“) genutzt, jedoch schon 1561 abgebrochen. Das Material fand für das Schloss in Skanderborg Verwendung. Über die Ruinen wuchs das Dorf Emborg. In den Jahren 1910 bis 1941 fanden Ausgrabungen statt.

## Bauten und Anlage
Das zwischen dem Mossø und dem Gudensø gelegene Kloster lag zwischen zwei diese Seen verbindenden Kanälen. Die dreischiffige Kirche hatte einen Chor mit geradem Abschluss und zwei schmalen Jochen, in dem sich das Grab des Bischofs Peder Elavøen befindet, und ein breites Querschiff mit je zwei östlichen und einer zweijochigen westlichen Kapelle und einem kurzen, einschiffigen Langhaus. Klausur und Kreuzgang befanden sich rechts (südlich) von der Kirche. Der neunjochige Kapitelsaal hatte vier Säulen. Von der Anlage sind seit dem Abbruch 1561 nur Grundmauern erhalten.